# Deutsche Aussprache des Lateinischen
Unter der deutschen Aussprache des Lateinischen versteht man die traditionelle, für lateinische Texte und Fremdwörter verwendete deutsche Aussprache, die bis heute die gewöhnliche Aussprache für lateinische Fremdwörter geblieben ist.
Sie stimmt nicht mit der wissenschaftlich rekonstruierten lateinischen Aussprache und inzwischen auch nicht mehr mit der heute in der Bundesrepublik und in der Schweiz üblichen Schulaussprache des Lateinischen überein, sondern beruht auf Ausspracheregeln des Deutschen. Es handelt sich daher in erster Linie um eine Traditionsaussprache. Charakteristisch ist die Aussprache des „c“ vor „e, i, ae, oe“ als [ts] statt als [k].
Die deutsche Aussprache stellte im deutschen und slawischen Sprachraum lange den alleinigen Standard dar. Bis in die 1970er Jahre wurde sie in Deutschland generell auch als Schulaussprache des Lateinischen verwandt. Die deutsche Aussprache wird heute – neben der italienischen Aussprache – insbesondere für geistliche Vokalmusik verwendet. Ebenso wird sie für die verbliebenen lateinischen Elemente der Liturgie der katholischen Kirche gebraucht. Im Lateinunterricht an Schulen und Universitäten hört man sie heute dagegen nur noch selten.

## Vokale
Im Gegensatz zur klassischen lateinischen Aussprache gehorcht die Verteilung von langen und kurzen Vokalen keinen komplexen Regeln; es gibt lediglich Richtlinien. Diese lauten:
- Lange Vokale können nur in betonten Silben stehen, sofern deren Vokal überhaupt lang ist. Beispiel: Romani (die Römer) = [ʁo.ˈmaː.ni]; facere (tun, machen) = ['fa(ː).tsə.ʁə].
- Wie im (Hoch-)deutschen wird ein Vokal, der vor einem Doppelkonsonanten steht, grundsätzlich kurz ausgesprochen. Beispiel: stella (Stern) = ['stɛla]
- Vokale in offenen Silben werden stets gelängt. Beispiele:
  - lat. globus (Kugel) = [ˈɡloːbʊs]
  - lat. rosa (Rose) = [ˈʁoːza]
  - lat. Venus = [ˈveːnʊs]

Wie im Deutschen herrscht Korrespondenz zwischen Vokalqualität (Vokalöffnung) und Vokalquantität (Länge):
| Buchstabe | Kurzer Vokal    | Langer Vokal |
| --------- | --------------- | ------------ |
| A / a     | [a]             | [aː]         |
| E / e     | [ɛ] / [ə]       | [eː]         |
| I / i     | [ɪ] / [i]       | [iː]         |
| O / o     | [ɔ]             | [oː]         |
| U / u     | [ʊ]             | [uː]         |
| Y / y     | [ʏ] / [ɪ] / [i] | [yː] / [iː]  |

Anmerkungen hierzu:
- Das kurze ⟨e⟩ wird in unbetonten Silben zum Schwa [ə] abgeschwächt (z. B. facere, wie dt. „bitte“ = [bɪtə]).
- Das kurze ⟨i⟩ (und eventuell auch y, siehe unten) wird am Wortende ebenfalls geschlossen artikuliert (z. B. Romani = [ʁo.ˈmaː.ni], wie dt. „Willy“ = [ʋɪli]). Vor Vokalen (außer ⟨i⟩) wird es wie ein deutsches ⟨j⟩ [j] ausgesprochen. Zwei ⟨i⟩ werden durch Glottisschlag getrennt (z. B. Iulii = [juːliʔi]).
- Das ⟨y⟩, das im Lateinischen allenfalls zur Wiedergabe des Griechischen Ypsilon verwendet wurde, wurde meist als Ü-, seltener als I-Laut gesprochen, wobei Letzteres die ältere Variante ist. In diesem Falle gilt auch die oben genannte I-Regel für das Y.

## Vokal-Digraphen
Im klassischen Lateinischen gab es vier Diphthonge, die auf Deutsch unterschiedlich realisiert werden:
- Das lateinische ⟨ui⟩ wird als [ui] realisiert, also als Folge von ⟨u⟩ und ⟨i⟩.
- Das lateinische ⟨eu⟩ wird als [ɔɪ] realisiert, wie in dt. „euch“ [ɔɪç].
- Das lateinische ⟨oe⟩ wird wie ein deutsches ⟨ö⟩ [øː] ausgesprochen und ist meist lang, nur selten kurz.
- Das lateinische ⟨ae⟩ wird wie ein deutsches ⟨ä⟩ [ɛː] (oder auch [eː]) ausgesprochen und ist immer lang.

## Konsonanten
Für fast alle Konsonanten gilt eine eindeutige Phonem-Graphem-Korrespondenz (dies ist immer die gleiche wie im Deutschen):
| Buchstabe | Aussprache |
| --------- | ---------- |
| ⟨b⟩       | [b]        |
| ⟨d⟩       | [d]        |
| ⟨f⟩       | [f]        |
| ⟨g⟩       | [g]        |
| ⟨h⟩       | [h]        |
| ⟨l⟩       | [l]        |
| ⟨m⟩       | [m]        |
| ⟨n⟩       | [n]        |
| ⟨p⟩       | [pʰ]       |
| ⟨qu⟩      | [kʋ]       |
| ⟨t⟩       | [tʰ]       |
| ⟨x⟩       | [k(ʰ)s]    |
| ⟨z⟩       | [ts]       |

Wie man sieht, werden das ⟨p⟩ und das ⟨t⟩ wie im Deutschen behaucht ausgesprochen. Einem mit Vokalbuchstaben beginnendem Wort wird, wie im Deutschen, ein Glottisschlag vorangestellt. Bei folgenden Konsonanten gibt es mehrere Möglichkeiten:
- ⟨c⟩ wird vor ⟨a⟩, ⟨o⟩ (außer in den Verbindungen ⟨ae⟩ und ⟨oe⟩) und ⟨u⟩ wie ein deutsches ⟨k⟩ [kʰ] und vor ⟨ae⟩, ⟨e⟩, ⟨i⟩, ⟨oe⟩; und ⟨y⟩; wie ein deutsches ⟨z⟩; [ts] ausgesprochen.
- ⟨r⟩ wird je nach regionaler Varietät des Deutschen entweder [r], [ʀ] oder [ʁ] ausgesprochen.
- ⟨s⟩ ist wie im Deutschen vor Vokal vor allem in Norddeutschland stimmhaft [z], als Doppelbuchstabe wird es jedoch immer stimmlos [s] ausgesprochen.
- ⟨t⟩ wird normalerweise wie ein deutsches ⟨t⟩ [tʰ], vor ⟨i⟩ mit drauf folgendem anderem Vokal jedoch wie ein deutsches ⟨z⟩ [ts] ausgesprochen.
- ⟨v⟩ wird meist wie ein deutsches ⟨w⟩ [ʋ] ausgesprochen, in seltenen Fällen – etwa in Wörtern wie ‚Eva‘ – als ⟨f⟩; [f].
- Die in griechischen Fremd- und Lehnwörtern auftretenden Digraphen ⟨th⟩, ⟨ph⟩ und ⟨ch⟩ werden wie im Deutschen [tʰ], [f] und [ç] (nach ⟨ae⟩, ⟨e⟩, ⟨i⟩ und ⟨y⟩ und am Wortanfang), bzw. [x] (nach ⟨a⟩, ⟨o⟩ und ⟨u⟩) ausgesprochen.
- ⟨b⟩, ⟨d⟩ und ⟨g⟩ unterliegen wie im Deutschen der Auslautverhärtung, wobei jedoch ⟨d⟩ selten, ⟨b⟩ nur in Präpositionen wie ab und sub und ⟨g⟩ im Auslaut so gut wie gar nicht vorkommt.